# Cyclohexa-1,3-diène
Pour les articles homonymes, voir Cyclohexadiène.
Le cyclohexa-1,3-diène est un cycloalcène inflammable qui se présente sous la forme d'un liquide incolore.
Il peut être utilisé comme donneur d'hydrogène dans les (en) transfer hydrogenation puisque sa conversion en benzène + hydrogène est en fait exothermique (-24,3 kJ/mol en phase gazeuse, comme indiqué par les chaleurs d'hydrogénation,).
En dépit de son apparente instabilité par rapport au benzène, le cyclohexa-1,3-diène est un motif trouvé dans plusieurs produits natutels comme dans l'α-terpinène.